# Osiedle Słoneczne (Ostrowiec Świętokrzyski)

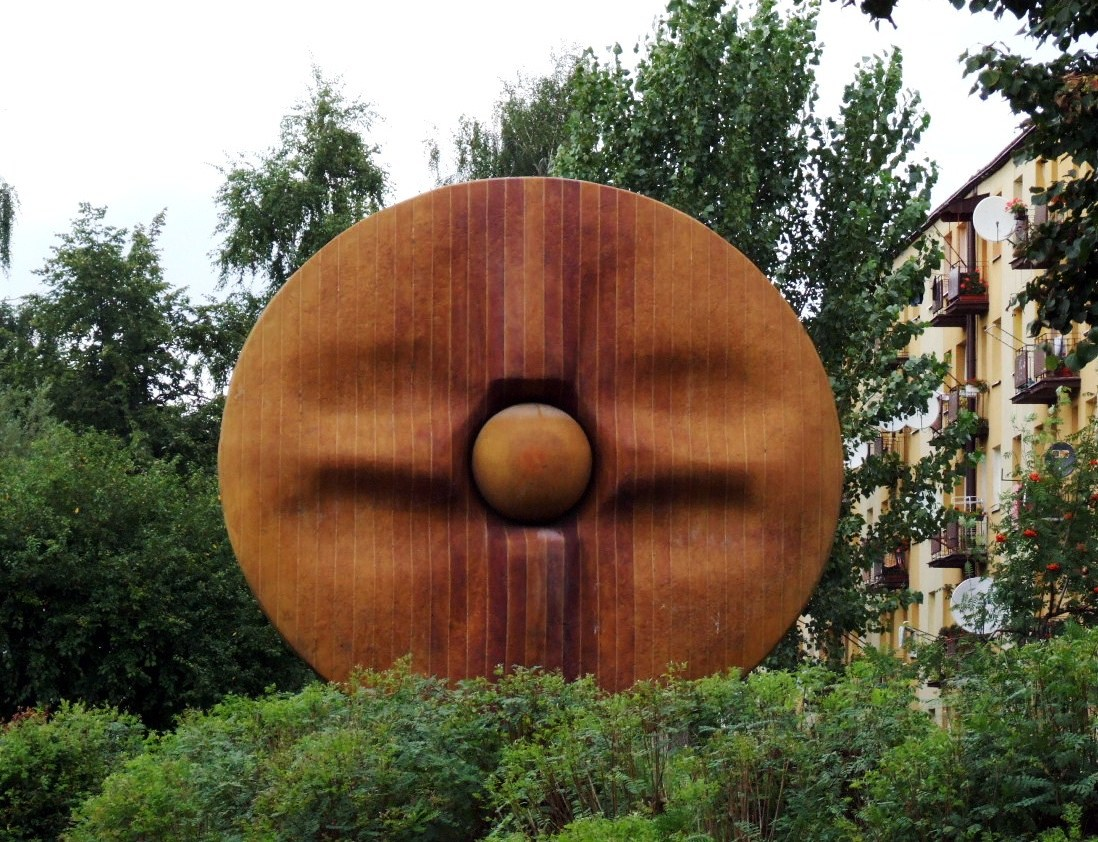
Symbol osiedla

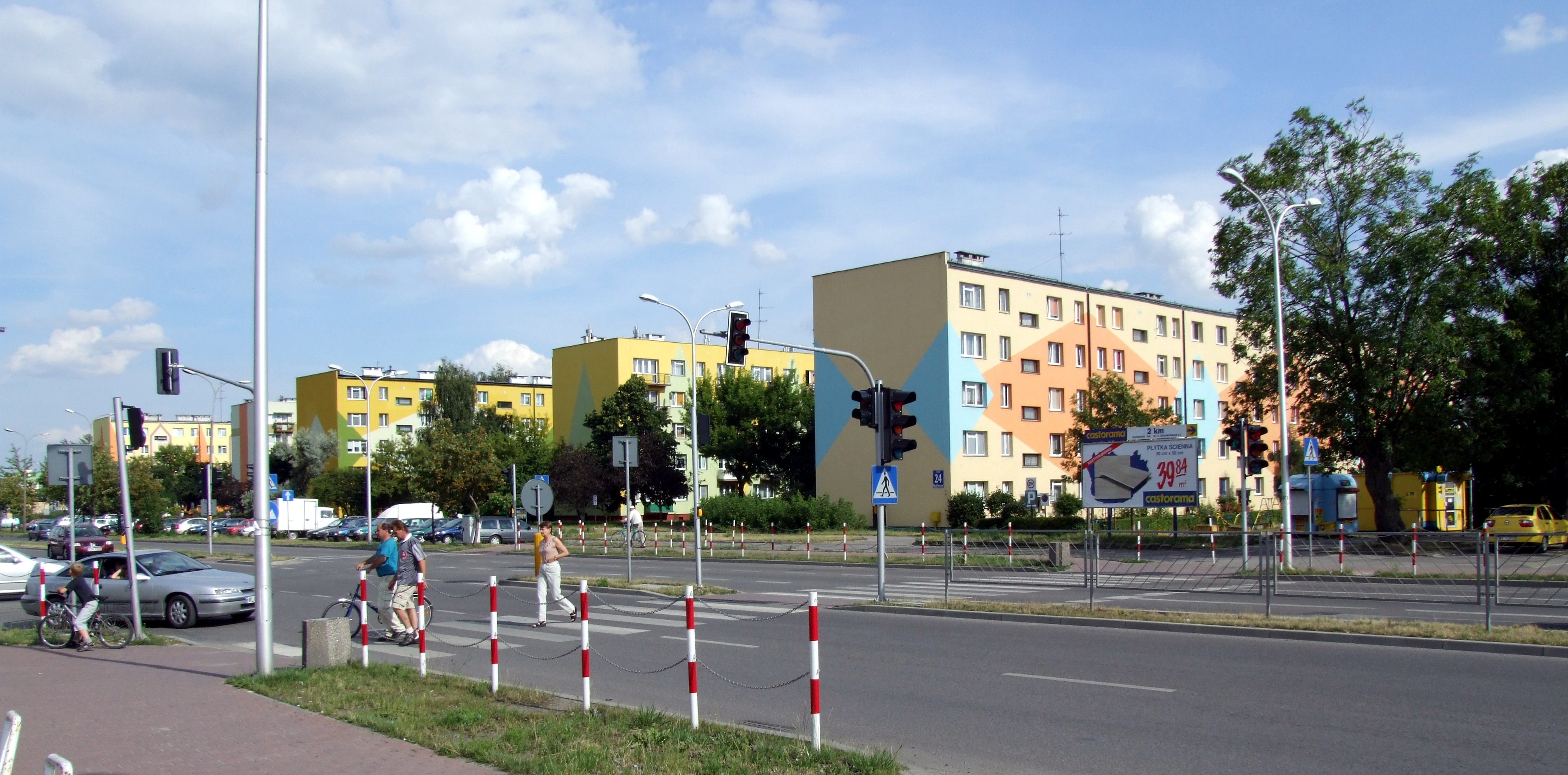
Osiedle Słoneczne od strony Alei Jana Pawła II

Osiedle Słoneczne – osiedle samorządowe Ostrowca Świętokrzyskiego położone w jego centralnej części. Pierwsze bloki oddano do użytku w 1972 roku. Obecnie osiedle zamieszkuje ok. 7000 mieszkańców.
Na osiedlu znajdują się:
- Trzeci batalion lekkiej piechoty 10 Świętokrzyskiej Brygady Obrony Terytorialnej[2].
- Policealne Studium Ekonomiczne Zespołu Szkół Ekonomicznych,
- Zespół Szkół nr 1 im. Mikołaja Kopernika
- Zespół Szkół nr 2

## Zasięg terytorialny
Osiedle obejmuje swym zasięgiem: bloki mieszkalne i domy jednorodzinne położone na terenie Osiedla Słonecznego, ul. Iłżecką od ul. Polnej do Al. Jana Pawła II - prawa strona, ul. Polną od ul. Mieczysława Radwana do ul. Iłżeckiej – prawa strona, ul. M. Radwana od ul. Polnej do Al. Jana Pawła II - lewa strona, Al. Jana Pawła II od ul. Iłżeckiej do ul. M. Radwana – prawa strona.